# 보라카이섬
보라카이섬(Boracay)은 필리핀의 섬으로 길이는 12km로 총면적은 11km2이며 인구는 약 1만 3,000명이다. 
보라카이섬과 해변은 세계적인 여행 잡지와 여행사로부터 좋은 평을 얻어왔다. 
보라카이섬은 아클란주 말라이, 마녹마녹 바랑가이에 위치해 있다. 
보라카이는 필리핀 관광국(Philippine Tourism Authority)과 아클란주 정부에서 관리한다. 
화이트 비치 뿐만 아니라, 보라카이는 세계적으로 인기있는 휴양지이다. 또한, 밤에는 해변가에 위치한 클럽, 펍에 관광객이 북적인다.

## 개요
세계적인 휴양지로 손꼽히는 보라카이는 필리핀의 중서부 파나이섬(Panay province) 북서쪽에 떠 있는 섬으로 마지막 남은 천국이라 불릴 만큼 때묻지 않은 자연을 지닌 휴양지이다.
이곳에는 길이 7km에 달하는 길고 넓은 화이트 비치와 야자수 숲이 어우러진 32개의 크고 작은 독특한 매력을 지닌 비치가 있다.
보라카이에서는 자연 경관과 조화를 이룬 건축물을 짓기 위해 코코야자 크기 이상의 건물을 지을 수 없으며 파도가 밀려오는 지점에서 300m 이내에도 건물을 지을 수 없다.

## 역사

### 식민지 이전 시대
보라카이섬은 식민지 이전 시대부터 아티족이 거주했다. 스페인인이 필리핀에 오기전에도 이미 보라카이섬에 부락이 있었다. 당시에 스페인인에게는 부라카이(Buracay)로 알려져있었다. 유럽인이 필리핀에 들어올 당시에는 보라카이에는 약 100명 정도가 거주했다. 원주민은 쌀을 경작하고, 염소를 기르는 것을 주업으로 삼았다.

### 현대사
1956년 4월 25일 아클란주가 분리될 때 아클란주에 속하게 됐다.
1900년 대에 소피아 곤잘레스 티롤과 파나이섬의 판사였던 남편 람베르토 혼티베로스 티롤(Lamberto Hontiveros Tirol)은 보라카이섬에 대한 소유권을 갖고 있었으며, 코코넛, 과일 등을 보라카이섬에서 재배했다.

## 개발
1990년 무렵까지는 보라카이 일부 마을(바랑가이)에 원주민이 사는 일종의 비경으로 관광객이 자신의 음료수를 직접 가지고 와서 아름다운 해변에 캠프를 치고 휴양하는 곳이었다. 당시 밤에 비치는 불빛은 캠프 파이어 뿐이라는 말이 있는 상황이었다. 1990년 BMW가 개최한 열대 해변 핸드북 투표에서 "세계 최고의 해변 중 하나"라는 결과가 나와, 영국 텔레비전 등도 세계의 최고의 열대 해변이라고 격찬했다. 이후 그런 보라카이에 파나이섬에서 전기와 수도를 연결하여, 20개 이상의 다이빙 명소와 많은 바, 레스토랑, 문신이나 헤나 문신을 넣는 가게 등 상업 시설 외에도, 은행, 소방서, 병원, 경찰 등의 공공 기관을 갖추었다.
필리핀 정부는 보라카이 관광객이 해변의 백사장을 병에 넣어 가져가지 않도록 권장하고 있다. 이것은 해양 생물 및 해양 연구에서 이러한 행위가 반복되는 4만 년에 걸쳐 만들어진 모래가 고갈될 우려가 있다는 연구 결과가 있기 때문이다. 관광지로 유명해지면서 보라카이는 물의 과용, 토지의 용도 규제, 인구 증가, 오수, 폐기물 등 환경 문제에 시달리고 있다. 정부도 이러한 문제에 대처하기 시작했다.
보라카이의 하수와 쓰레기 문제 등으로 환경정화를 위해 2018년 4월 26일부터 6개월간 잠정 폐쇄했다 로드리고 두테르테 필리핀 대통령이 환경 복원을 위해 이 권고안을 승인했다. 이에 따라 국적 항공사 중 해당 노선을 운영하는 유일한 두 항공사인 저비용항공사 진에어와 에어서울이 인천과 필리핀 보라카이 노선을 일시적으로 중단한다.

## 관광
섬내에서는 대중 교통은 엔진이 있는 베디카부 (자전거 택시)이다. 평지에서는 한 사람에 한 번 15페소 정도이다. 섬 관광용으로는 운전 기사 트라이시클(섬내 자전거 삼륜 택시)를 전세내서 도는 것도 좋고, 트라이시클 협회 사무실로 가서 운전사와 직접 가격 협상을 하게 된다. 이것으로 해변이나, 쇼핑 외에 섬과 파나이섬, 롬블론 제도 등 시부얀해를 조망할 수 있는 루호산과 석회동 등이 명소이다. 대여 자전거도 있지만, 화이트 비치 산책로와 각 해변 도로를 자전거로 달리는 것은 지방 조례로 금하고 있다. 2010년 이후로 자전거 택시는 모습을 감추었고 오토바이 택시로 대체되었다.
섬 주변의 바다를 일주하려면 파라우(Paraw)라고 불리는 양쪽에 아웃트리거가 달린 좁은 몸통의 범선이 있다. 승객은 아웃트리거와 동체 사이 가로대 위에 붙여진 바닥에 앉을 수 있다. 바람을 받으면 매우 빠르지만, 매우 까다롭고, 조종이 복잡하다. 물에 젖는 것이 싫지 않으면, 파라우로 섬 일주하는 것도 좋은 경험이 된다. 또한 매년 파라우 경주 대회도 개최되고 있다.

### 폐쇄
필리핀 정부는 2018년 4월 26일부터 최대 6개월간 보라카이 환경복원을 위해 섬을 공식적으로폐쇄했었다.
17일 필리핀 관광청에 따르면 이번 폐쇄 조치는 지난 4일 로드리고 두테르테 필리핀 대통령이 보라카이 폐쇄 권고안을 승인함에 따른 것이다.
폐쇄기간내 관광객의 보라카이섬 출입은 전면 통제될 것이며 보라카이섬에 입장 가능한 사람은 보라카이 주민, 업무 관련 공무원, 건설노동자, 재건 사업 및 교육 관계자와 시설 근무자들이다.

### 레저
보라카이섬에서는 스쿠버 다이빙, 다이빙 헬멧, 스노클링, 윈드서핑, 카이트서핑, 패러세일링과 해수욕을 즐길 수 있다.

### 명소

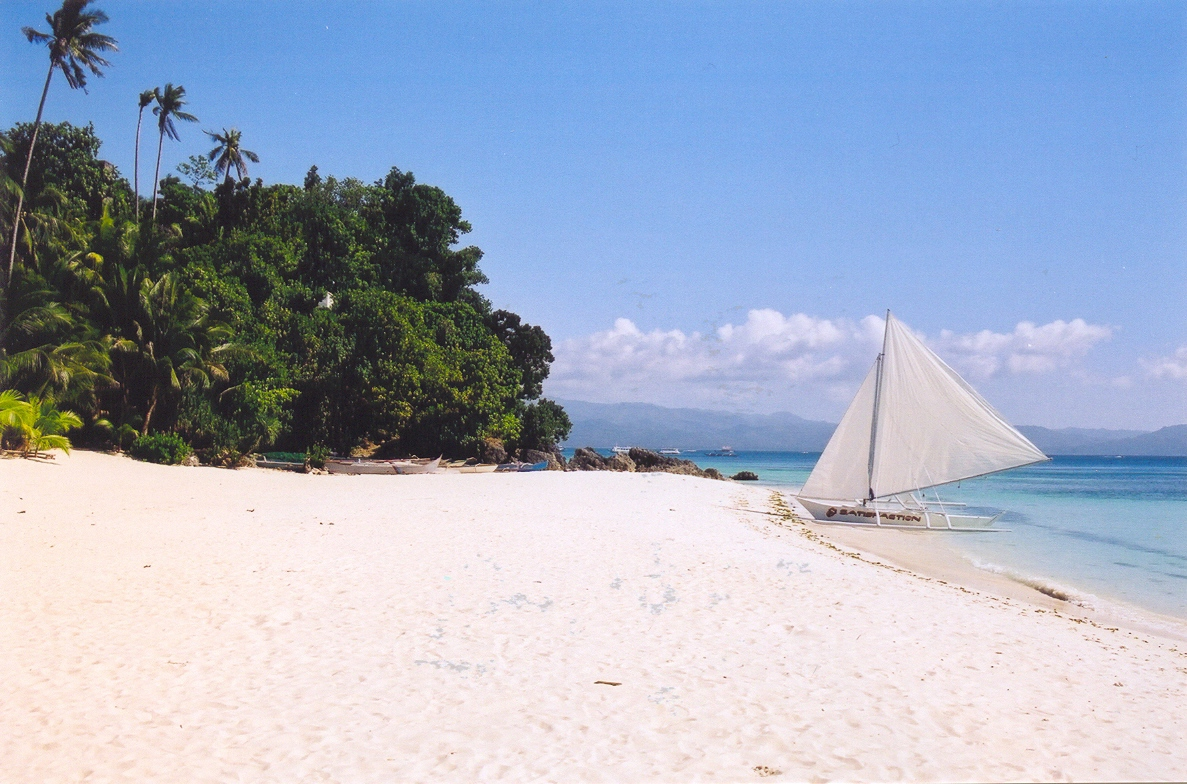
보라카이의 대표적 명소 화이트 비치

보라카이섬을 세계적으로 유명하게 만든 것은 섬의 대표적인 해변으로 길이 4km의 산호 모래로 된 "화이트 비치"이다. 보라카이섬 서쪽에 있고, 부두가 있어 섬의 95%의 주택과 상업 시설이 집중되어 있다.
그 외에도 보라카이는 작지만 아름다운 해변이 많이 있다. 화이트 비치에서 시계 방향으로 다음과 같은 해변이 있다.
- 디니위드 해변(Diniwid)
- 발링하이 해변(Balinghai)
- 푼타붕가 해변(Punta Bunga)
- 푸카쉘(Puka Shell) 해변
- 이링 이리간 해변(Ilig-iligan)
- 불라보그 해변(Bulabog)
- 둘하반 해변(Tulhaban)
- 탐비사안 해변(Tambisaan)
- 마녹마녹 해변(Manoc - manoc)
- 카그반 해변(Cagban)

## 교통
보라카이에는 공항이 없기 때문에, 다른 교통 수단을 이용해 우선 남쪽에 인접한 파나섬의 북단에 있는 카티클란 마을까지 가야한다. 카티클란 항구에서 보라카이의 해변은 방카 (Banca)라는 판푸 보트(엔진이 내장된 아웃리거 카누)로 15분이 소요된다.

### 항공
2010년 4월 현재 다음과 같은 2 개의 공항 이용이 가능하다. 마닐라 공항은 필리핀 항공끼리 환승할 경우를 제외하고 떨어진 터미널 간 버스 및 택시로 이동해야 한다는 것에 주의한다.

#### 카티클란 공항 (Caticlan Airport)
마닐라에서 들어오는 경비행기들은 이 곳에서 내린다. 카티클란 선착장과 가장 가까운 공항으로, 국내선만 취급하는 매우 작은 공항이다. 하루에서 수십번씩 보라카이 관광객을 태운 비행기가 뜨고 지는 매우 바쁜 공항이지만 시설면이나 규모면에서는 아직 부족한 면이 많은 곳이다. 따라서 아시안 스피릿, 시에어등 경비행기만이 이 공항을 이용하고 있다.
여기서 카티클란 항구까지는 트라이시클로 5분 걸린다.

#### 칼리보 국제공항 (Kalibo International Airport)
카티클란 마을 동남쪽의 칼리보(Kalibo) 마을에 있는 국제공항으로, 규모는 크지는 않지만 깨끗하며 시설도 편리한 곳이다. 제스트항공이 인천국제공항과 김해국제공항에서 이곳을 취항하고, 필리핀항공이 인천국제공항에서 이 곳을 취항하고 있다. 2013년 4월 11일부터는 필리핀항공이 김해국제공항에서도 이 곳을 취항하게 된다. 국내선으로는 마닐라에서 제스트항공 등이 이 곳을 취항한다.
여기서 칼리보 시내까지는 트라이시클로 10분 소요되며, 합승할 경우 7~10페소이고, 혼자 탈 경우 트라이시클마다 금액이 다른데 10~20페소 정도이다. 그리고 카티클란 항구까지는 차로 1시간 30분 걸린다.

### 선편
- 카티클란 제티 포트(Caticlan Jetty Port)에서 보라카이로 들어가는 배를 탈 수 있다. 원래는 화이트 비치(White Beach)에서 내릴 수 있었으나, 산호 파괴 방지를 위해 현재는 칵반 선착장(Cagban Boat Station)에 내려준다. 칵반 선착장에서 화이트 비치까지는 트라이시클로 약 15분 걸린다. 이 때, 환경세 75페소가 부과된다.
- 민도로섬 남동부에 있는 로하스에서 카페리로 카티클란 항구에 갈 수 있다.

## 사진

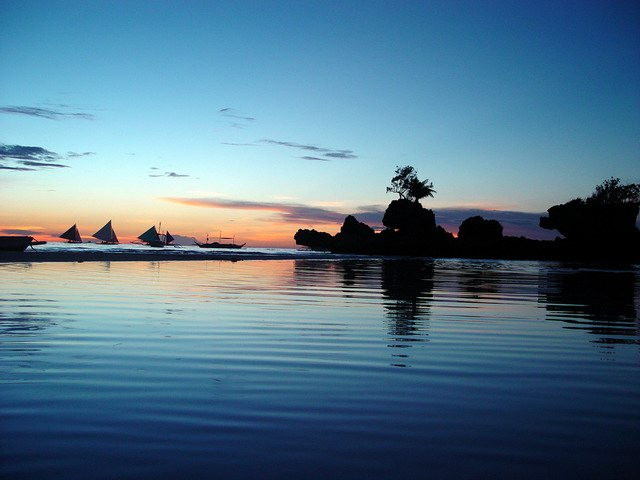
보라카이 해변의 윌리 락의 황혼
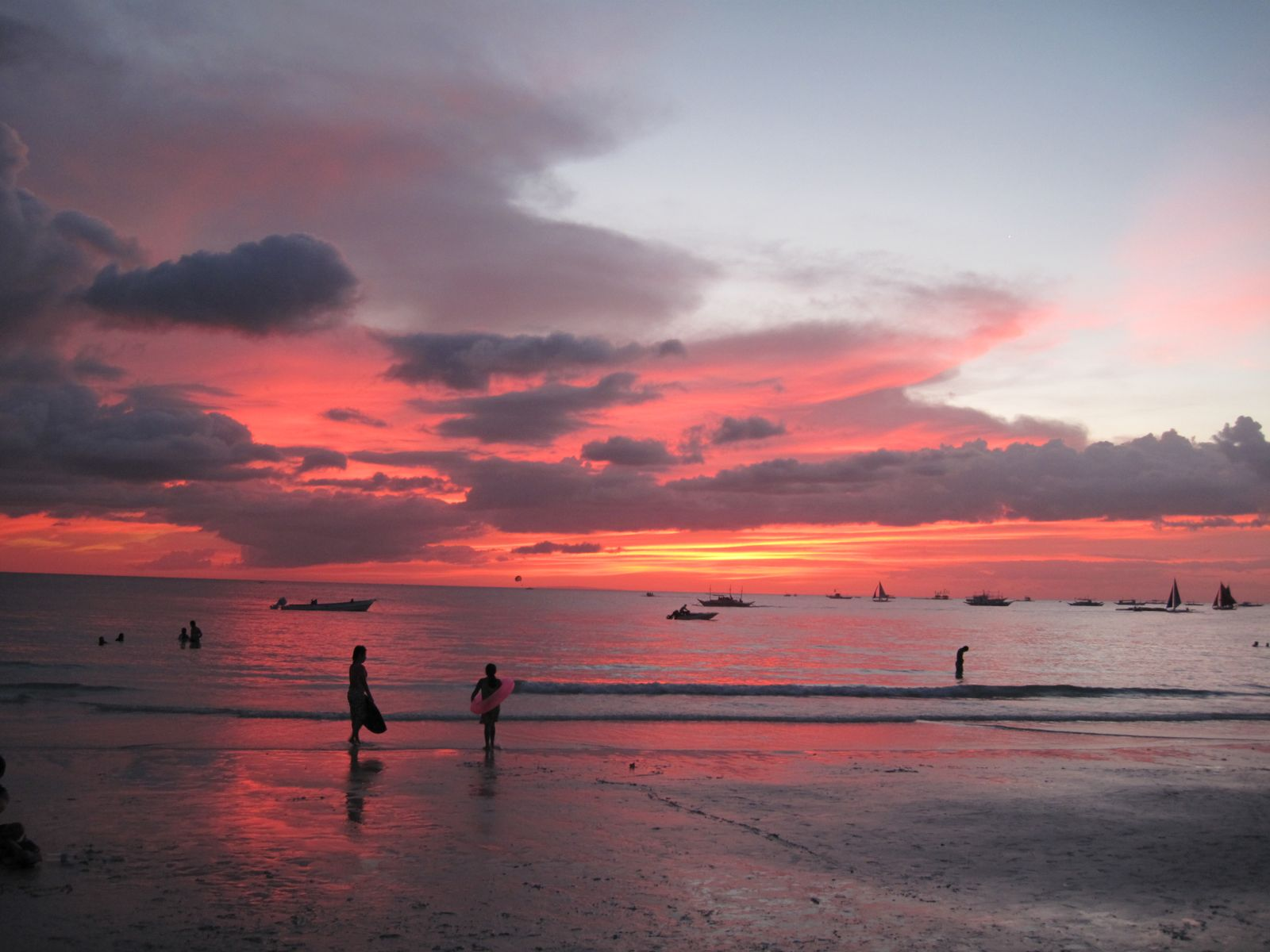
보리카이의 황혼
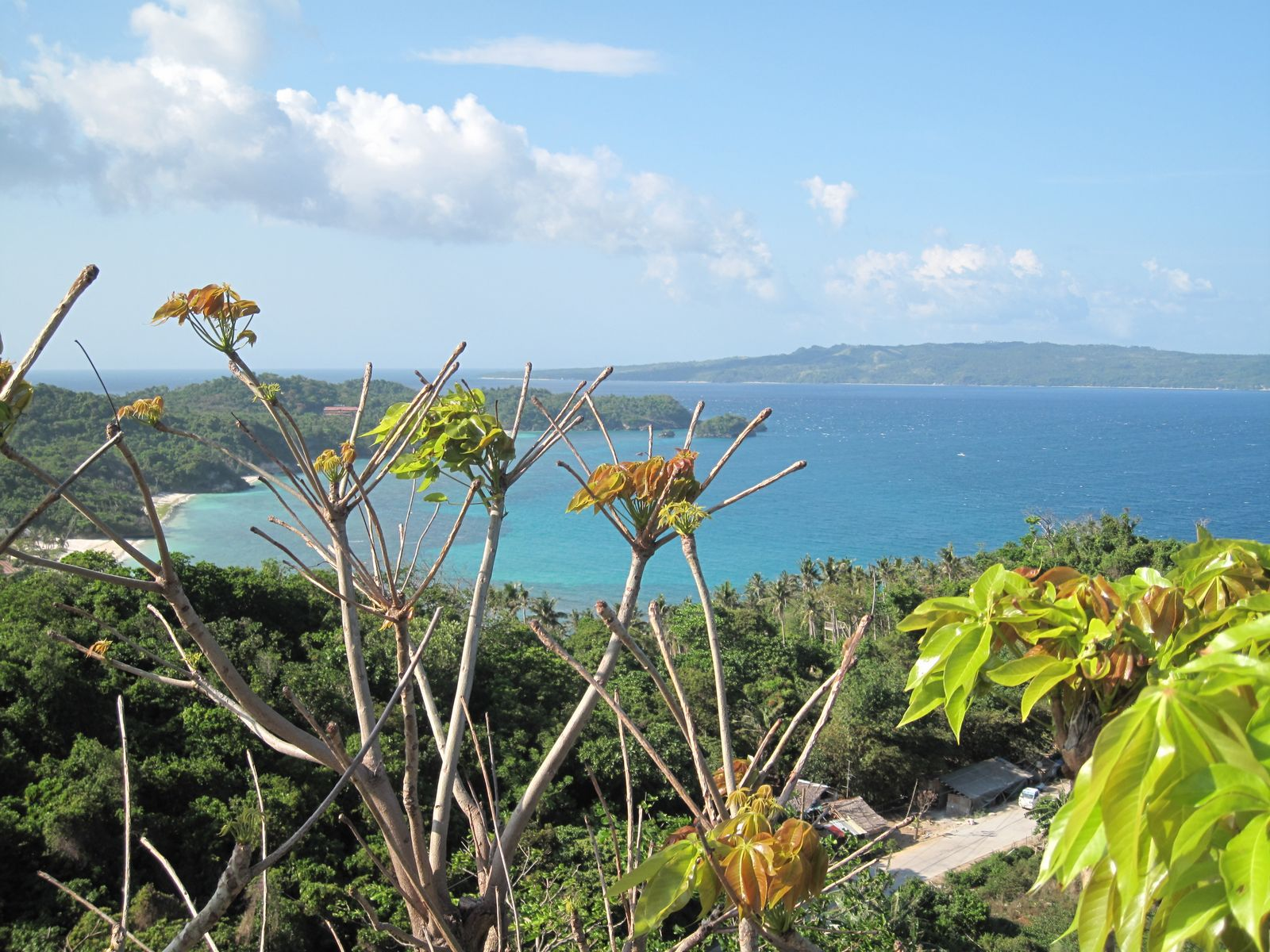
루호 산에서 찍은 보라카이
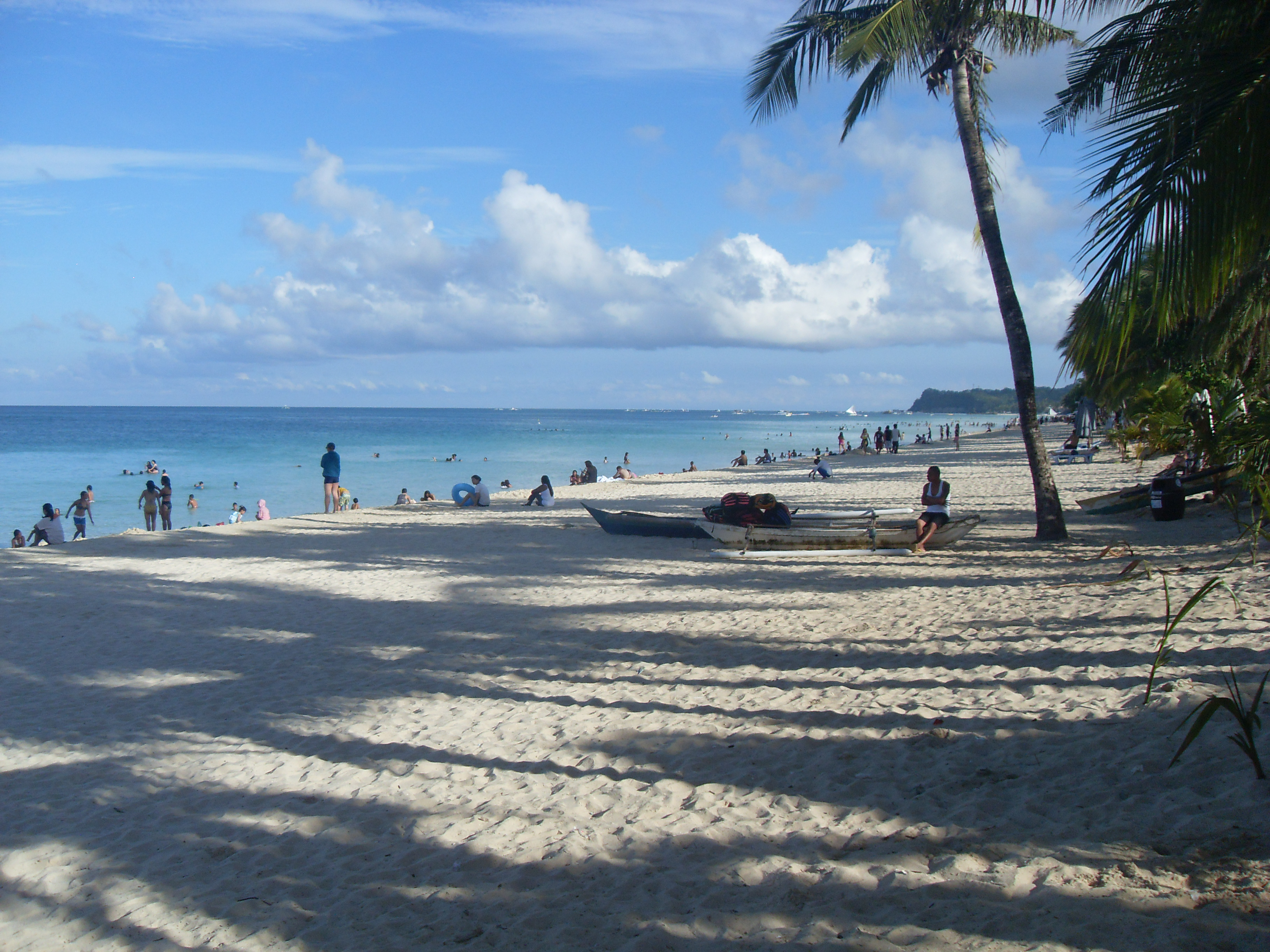
2014년 5월 보라카이 화이트 비치, 보트 스테이션 2
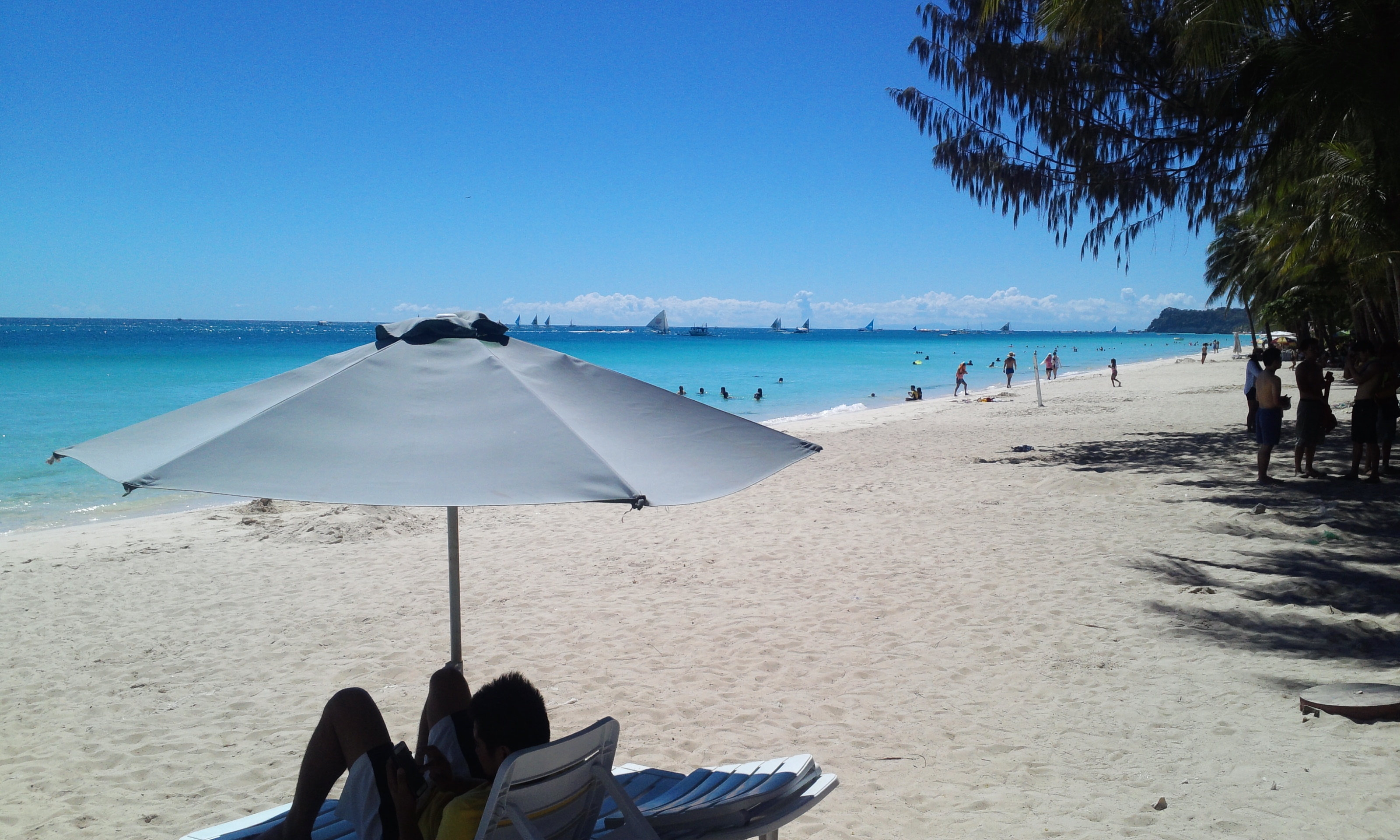
2014년 5월 보라카이 화이트 비치
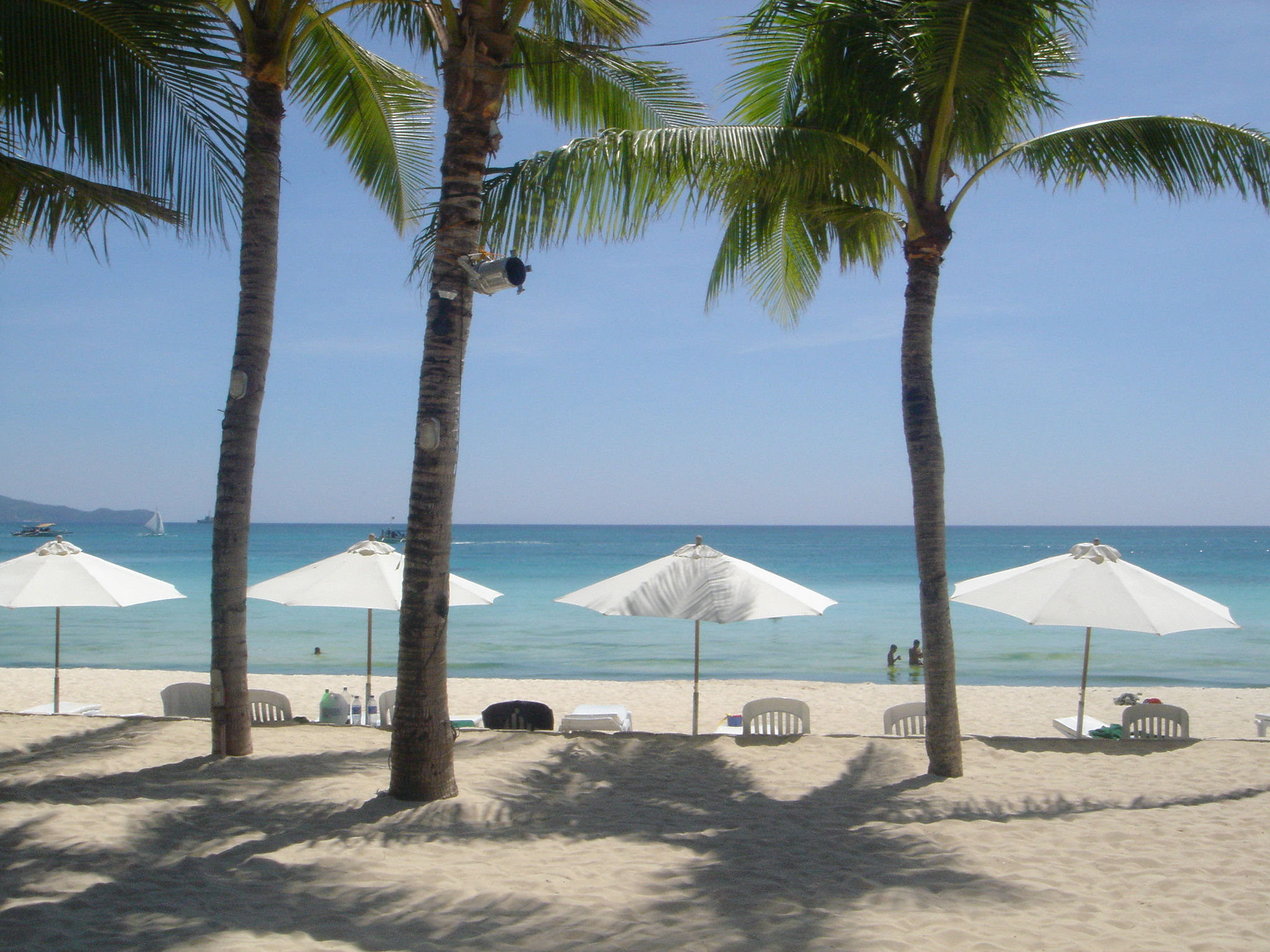
보라카이 화이트 비치
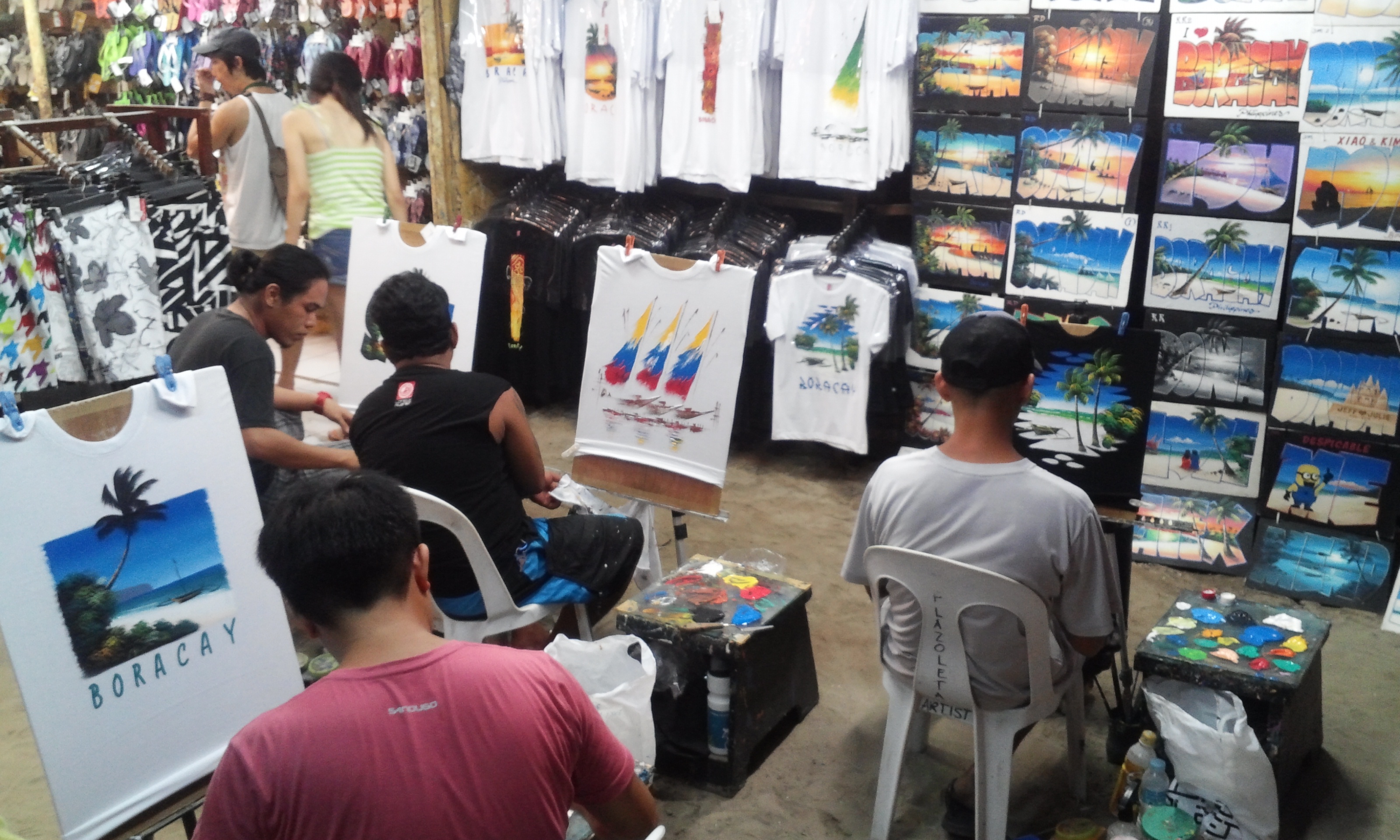
기념품 상점에서 티셔츠에 그림을 그리는 사람들
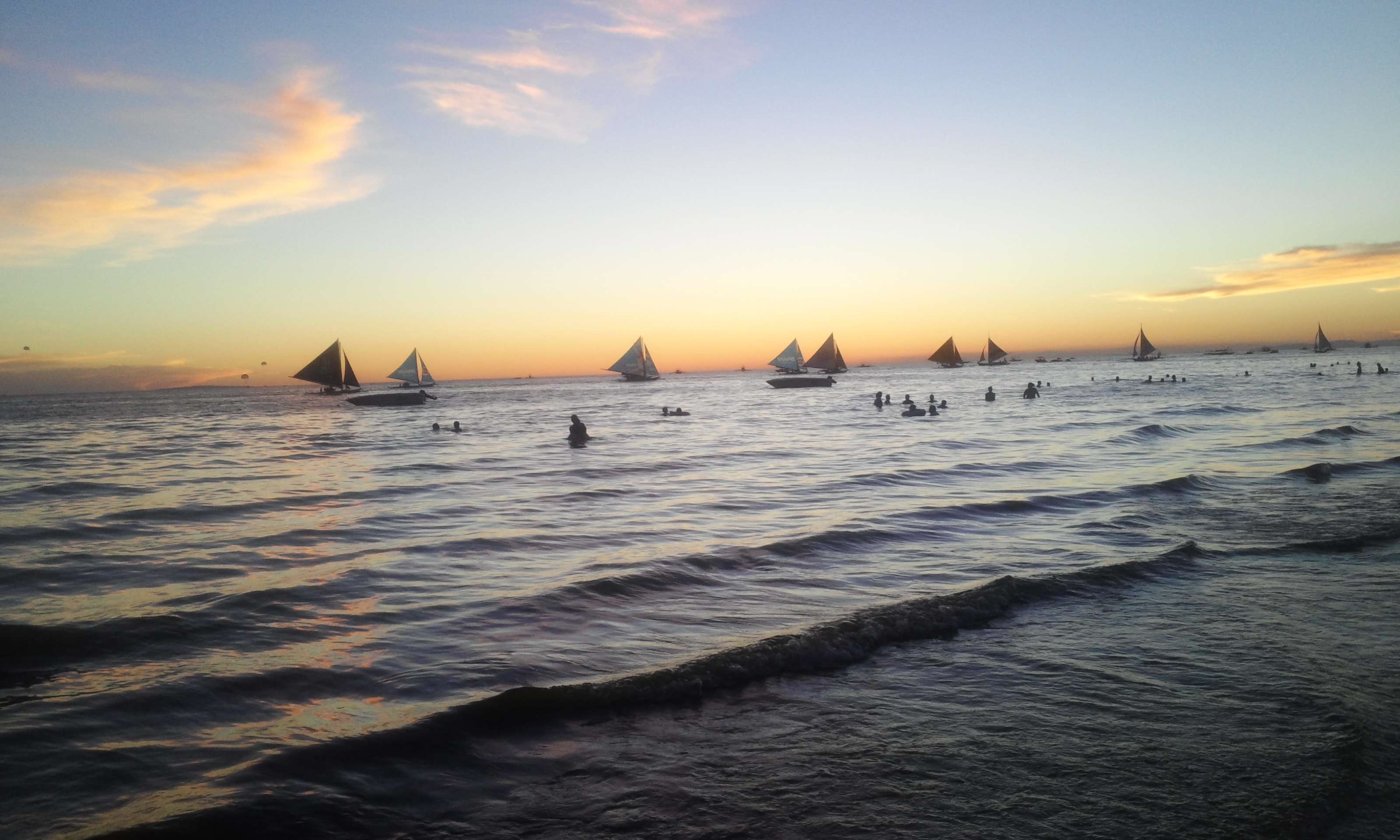
보라카이의 일몰과 요트
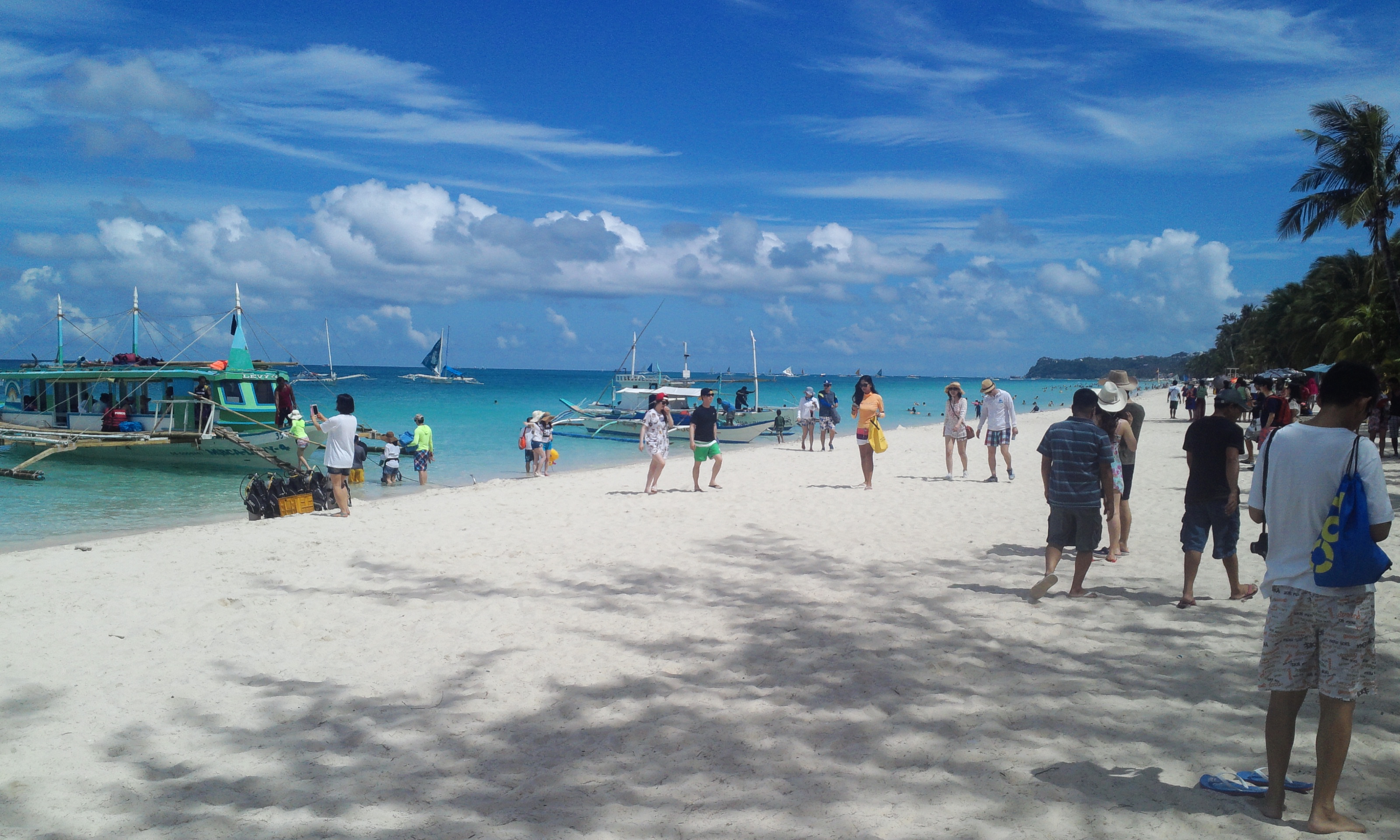
보라카이 화이트 비치, 보트 스테이션 3